# Стоякино
Стоякино (Стоякина Гора, Стойкина) — деревня в Андреапольском районе Тверской области. Входит в Торопацкое сельское поселение.

## География
Расположена примерно в 2 верстах к юго-западу от села Торопаца на берегу реки Торопа.

## История
В конце XIX - начале XX века деревня входила в Холмский уезд Псковской губернии..